# Вілля
Ві́лля — село в Україні, у Рівненському районі Рівненської області. Населення становить 65 осіб.

## Географія
Селом протікає річка Вилля, права притока Случі.

## Населення
За переписом населення 2001 року в селі мешкало 65 осіб. 100 % населення вказало своєї рідною мовою українську мову.

## Відомі люди
Померли:
- Мітринга Іван (5 серпня 1907 — 6 вересня 1943) — український політичний діяч, публіцист, теоретик націоналістичного руху; загинув у бою з радянськими партизанами.